# Tour Pey-Berland
La tour Pey-Berland, du nom de l'archevêque Pey Berland, est située à Bordeaux. Elle est le campanile de la cathédrale Saint-André.
Elle fait l’objet d’un classement au titre des monuments historiques par la liste de 1862. De plus, en tant qu'élément de la cathédrale, elle est également classée au patrimoine mondial de l'Unesco au titre des chemins de Saint-Jacques de Compostelle.
La tour Pey-Berland, comme une centaine d’autres monuments, propriétés de l’État, est gérée, animée et ouverte à la visite par le centre des monuments nationaux.

## Présentation
Sa construction s'échelonna de 1440 à 1500 à l'initiative de l'archevêque du même nom. Couronnée d'un clocher, elle est toujours restée isolée du reste de la cathédrale. Superbement sculptée, elle fut vendue comme bien national pendant la Révolution et transformée en fabrique de plombs de chasse et magasin à fourrage. La tour redevient édifice religieux par décret du 29 juin 1851.
La flèche, tronquée par une tempête ayant généré des vents de force d'ouragan au XVIIIe siècle, est aujourd'hui coiffée par la statue dorée d'une Vierge à l'Enfant appelée Notre-Dame d'Aquitaine (réalisée par Jean-Alexandre Chertier et installée en 1863), et abrite un fameux bourdon de plus de huit tonnes. La statue de la Vierge au sommet est tournée vers le village de Saint Raphaël de la commune d'Avensan, situé dans le Médoc, dont Pey Berland était originaire.
La situation isolée de cette « tour-clocher » n'a rien de bien étonnant en Gironde, où cette configuration est fréquente. Elle permet de ne pas transmettre à la cathédrale les vibrations des cloches, qui pourraient fragiliser l'édifice établi sur un sol marécageux. Cependant, il faut rappeler que la tour était autrefois reliée à la cathédrale par les maisons des chanoines, selon une coutume en vigueur dans tout l'Ouest de la France.
Il faut escalader deux-cent trente trois marches dans un étroit escalier à vis pour atteindre la terrasse située au sommet de la tour et qui a la forme d'une galerie autour de la flèche. Elle se trouve à environ cinquante mètres du sol. La base de la statue se trouve à soixante mètres, et la hauteur de cette dernière est de six mètres.

## Inscription
La tour Pey-Berland possède une inscription en latin incrustée dans la face nord, :

1 Disquadram quicumque oculis Turrim aspicis aequis, 

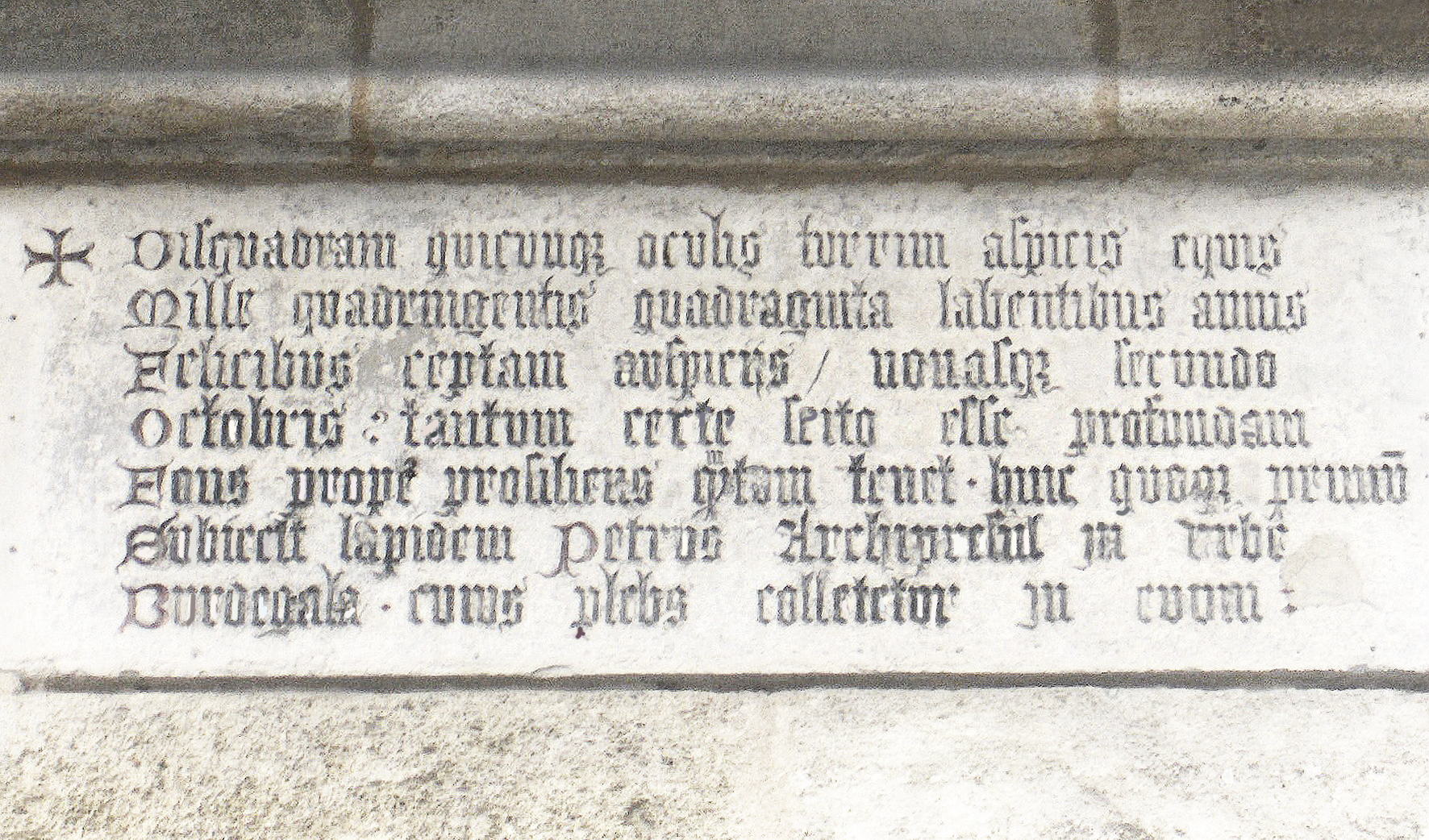
Inscription en latin.

2 Mille quadringentis quadraginta labentibus annis, 

3 Felicibus coeptam auspiciis, nonasque secundo 

4 Octobris, tantum certo scito esse profundam, 

5 Fons quoque prosiliens quantum tenet. Huic quoque primum 

6 Subjecit lapidem Petrus Archipraesul in urbe 
 
7 Burdigalae, cujus plebs collaetetur in aevum.

Sur la pierre le texte en hexamètres est orthographié à la façon médiévale : on trouve des abréviations et un e au lieu de ae ou oe (equis, ceptam, Archipresul, colletetur, evum). Le premier mot, disquadram, qu'on chercherait en vain dans le dictionnaire, est surprenant. Tenant compte du préfixe négatif dis et de quadrus, carré, on en déduira un manque : que la base de la tour serait irrégulière. D’aucuns ont voulu lire bisquadram, deux fois carrée, donc octogonale, ce qui ne serait pas péjoratif. Mais outre le fait que l’inscription ne porte pas un B-, mais un D-, la base de la tour n’est pas octogonale. La base déformée, disquadra, de la tour est justifiée par la hauteur extrême de celle-ci,:
1 Qui que tu sois qui portes un regard bienveillant sur cette tour non-carrée 
2 dont après 1440 ans (depuis Jésus-Christ ) (la construction) 
3 fut entreprise sous d'heureux auspices la veille des Nones 
4 d'octobre: sache assurément qu'elle est aussi haute 
5 que la distance à laquelle la fontaine proche d'ici jaillit. En posa aussi 
6 le premier bloc Pierre, archevêque de la ville de 
7 Bordeaux. Sa population s’en réjouisse à jamais. 

## Galerie

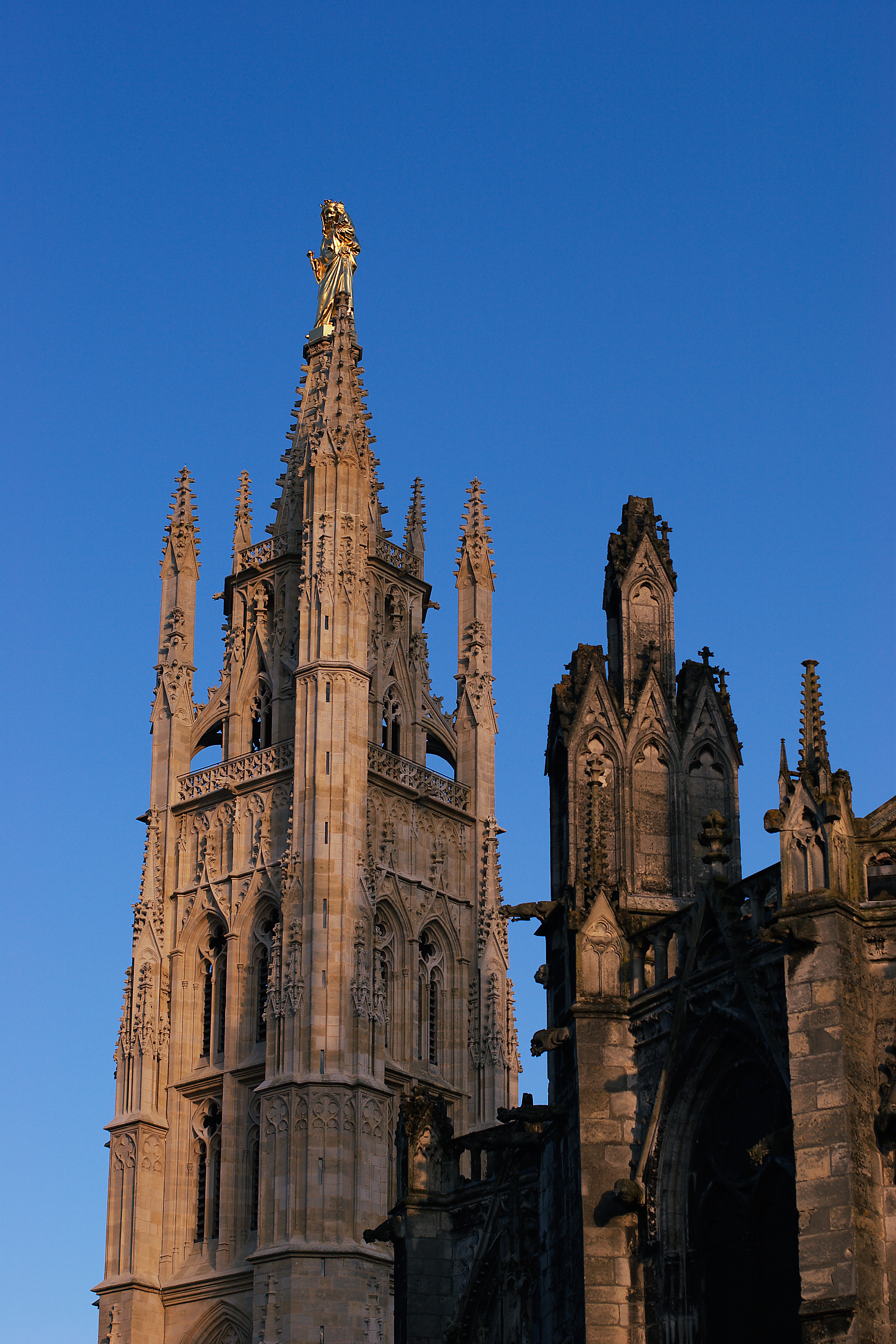
Tour (vue nord-ouest) et statue.
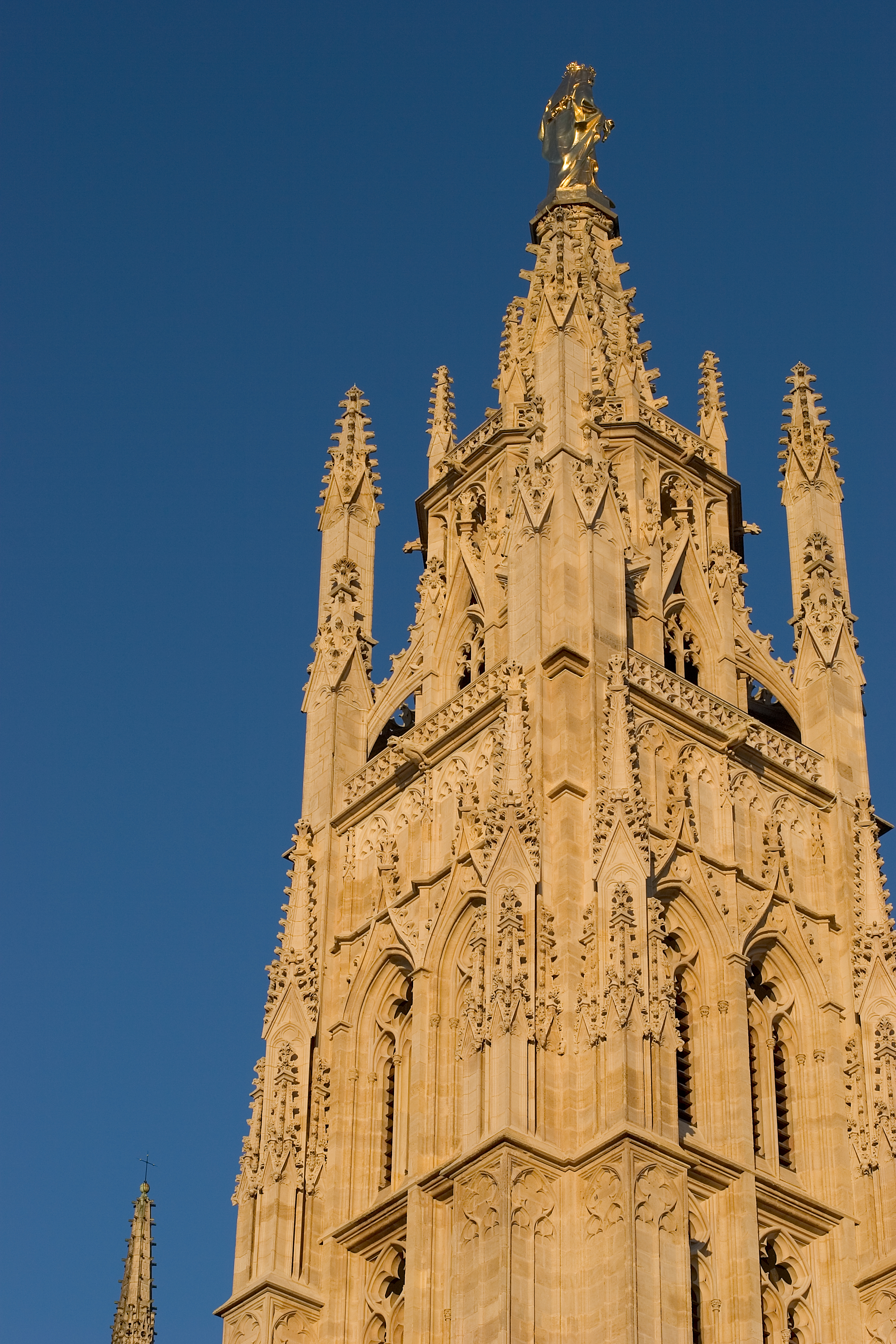
Sommet de la tour (vue sud-est).
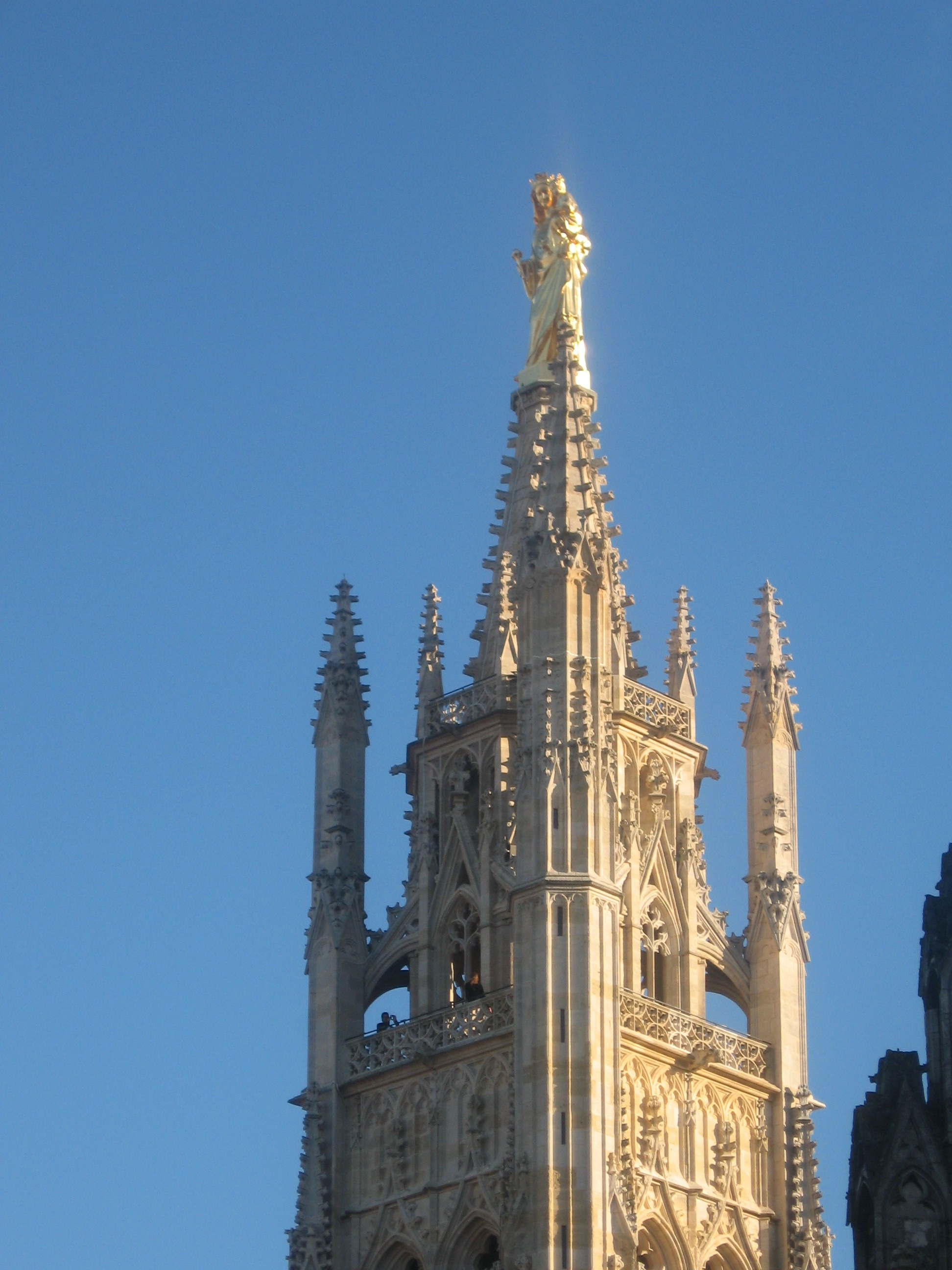
La statue au sommet.
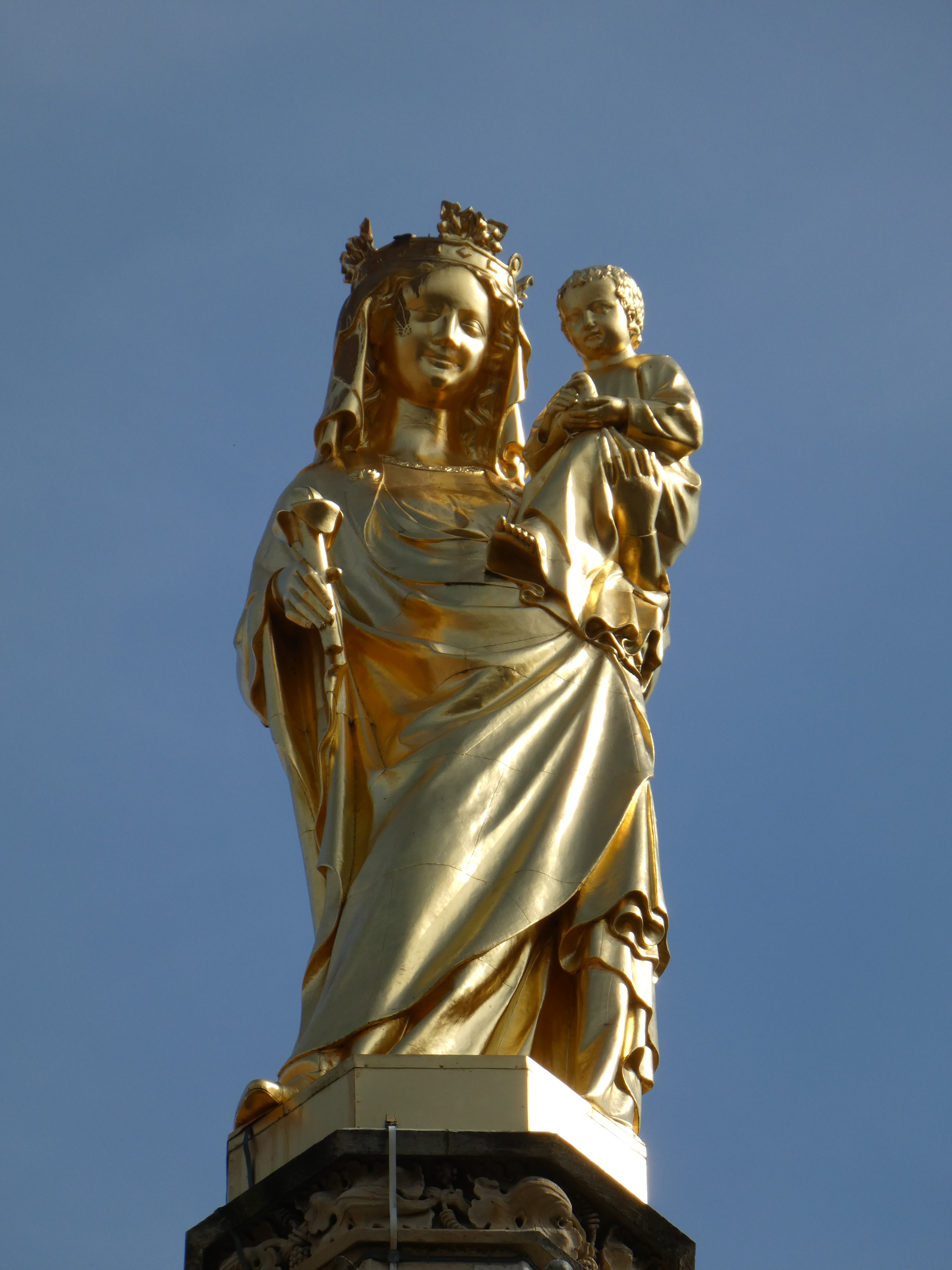
Détail de la statue.
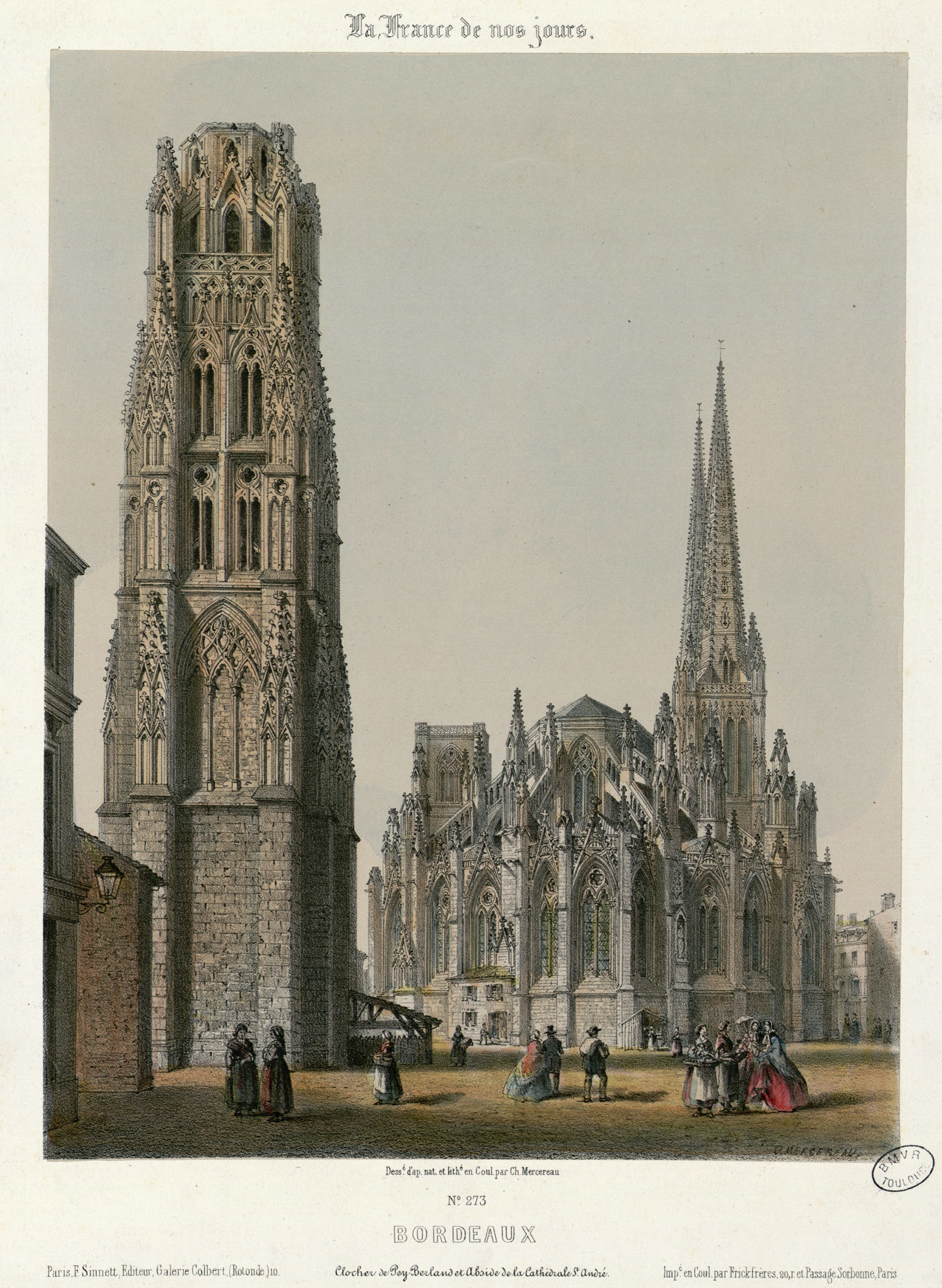
Lithographie de la tour au XIXe siècle.